# Tamatea / Dusky Sound
Tamatea / Dusky Sound je největší fjord Nového Zélandu. Nachází se v národním parku Fiordland na jihozápadním cípu Jižního ostrova.
Měří okolo 40 km a v nejširším místě má až 8 km. V jeho ústí se nachází ostrov Resolution. Fjord je domovem ploutvonožců a kytovců.
Dusky Sound byl v minulosti využíván jako tábořiště Maorů při loveckých výpravách za ptáky moa. Kapitán James Cook během své první plavby spatřil ústí fjordu a během své druhé plavby strávil dva měsíce prozkoumáváním oblasti. V pozdějších letech byl fjord hojně využíván lovci tuleňů. Do fjordu nevede žádná cesta, je přístupný pouze lodní nebo leteckou dopravou. Oblast je známa svou bohatou biodeverzitou.
Fjord byl Maory znám jako Tamatea, Evropané ho pojmenovali jako Dusky Bay / Sound. V prosinci roku 2019 byl přejmenován na „Tamatea / Dusky Sound”.